# 双系制
双系制（そうけいせい、英: Bilateral descent、仏：bilatéralité）とは、単系である父系制・母系制・二重単系、のいずれでもない、非単系の出自の辿り方をいう。

## 概要
東南アジアやオセアニアにおける人類学的調査の進展から、従来言われてきた「母系制から父系制へ」という考え方に対する批判として提示された。
もっとも、非単系と呼ばれる出自の中には、出生後に父系か母系かを選択する選系と父系と、母系のつながり全体を指す共系とに分かれているが、双系制がこのうちのどこを指すのかについては研究者によって意見が分かれ、混乱の原因となっている。これは、「出自」を排他的親族集団を構成する要素と見るか、共通の先祖を持つ系譜的つながりとしてのみ見るか意見が分かれていることによる。前者の説（排他的親族集団構成要素説）を採用すれば、出自集団の存在自体を想定しない非単系としての共系は出自を持たず、明確な出自集団を欠如した双方的な親族社会を構成する社会のみを指すことになり、後者の説（共通の先祖を持つ系譜的つながり説）によれば、出自を持った非単系に共系もまた加わることになる。
長い間、「母系制から父系制へ」の移行と考えられてきた古代日本の家族像であるが、1970年代に入ると、明確な婚姻居住規制の欠如や父方・母方共通の親族呼称、中世前期まで続いた男女を問わない均分相続、外戚や女帝の登場、一部に見られた女系による政治的・社会的地位の継承（子の側から見れば、母系の政治的・社会的地位の継承）などから、双系制社会とみる学説が登場して有力視されるに至った。縄文時代の遺跡調査によると、古くは双処居住であったらしい。
ただし、前述の通り、出自および双系制の定義が確立していないために、日本における双系制への理解も父系母系双方の出自集団に属していたとする考えや、出自集団の欠如による現象とする説、従来の説を支持する立場から「母系制から父系制へ」の過渡期が長期化した説などが混在している。